# Моршнево (Рыльский район)
Мо́ршнево — деревня в Рыльском районе Курской области. Входит в состав Некрасовского сельсовета.

## География
Деревня находится в правобережье Сейма, в 103 км западнее Курска, в 13 км южнее районного центра — города Рыльск, в 4 км от центра сельсовета  — Некрасово.
Климат
Моршнево, как и весь район, расположено в поясе умеренно континентального климата с тёплым летом и относительно тёплой зимой (Dfb в классификации Кёппена).

## Население
| 2002 | 2010 |
| ---- | ---- |
| 12   | ↘2   |

## Инфраструктура
Личное подсобное хозяйство. В деревне 28 домов.

## Транспорт
Моршнево находится в 8,5 км от автодороги регионального значения 38К-040 (Хомутовка — Рыльск — Глушково — Тёткино — граница с Украиной), в 4 км от автодороги 38К-030 (Рыльск — Коренево — Суджа), в 2 км от автодороги межмуниципального значения 38Н-693 (38К-040 — Артюшково с подъездом к с. Семеново), в 5 км от ближайшей ж/д станции Сеймская (линия 16 км — Сеймская).
В 157 км от аэропорта имени В. Г. Шухова (недалеко от Белгорода).